# Juanito (mascota)
Juanito (5 de mayo de 1959) (11 años de edad, 54 años de existencia) fue la mascota de la Copa Mundial de Fútbol organizada por México en 1970. El personaje representaba un niño con un sombrero tradicional del país y la camiseta de la Selección Mexicana. El nombre Juanito es un diminutivo de Juan, un nombre muy común en los países latinoamericanos.